# Merey
Merey é uma comuna francesa na região administrativa da Normandia, no departamento de Eure. Estende-se por uma área de 8,81 km². Em 2010 a comuna tinha 349 habitantes (densidade: 39,6 hab./km²).